# Rufmord und Medienopfer
Rufmord und Medienopfer. Die Verletzung der persönlichen Ehre ist ein 2007 durch den Medienrechtler Christian Schertz und den Journalisten Thomas Schuler im deutschen Ch. Links Verlag herausgegebenes Sachbuch. 2008 erschien eine zweite Auflage und 2012 das digitale Buch. Es zeigt nach Verlagsangaben „Mechanismen und Hintergründe“ auf, thematisiert Gefahren und Lösungsmöglichkeiten, und soll als Aufruf „für eine neue Medienkultur“ verstanden werden.

## Inhalt
Neben den Herausgebern verfassten für den Sammelband ca. 20 Autoren, überwiegend selbst Medienjournalisten oder Presserechtler, mehrseitige Beiträge: Gerhard Henschel, Christoph Schultheis, Dominik Höch, Martin Kölbel, Sabine Sasse, Karl-Otto Saur, Andreas Förster, Uli Rauss, Oliver Schröm, Thomas B. Goguel, Alexander Osang, Steffen Grimberg, Norbert Mappes-Niediek, Marita Hecker, Bernhard von Becker, Roland Kirbach, Uwe Krüger, Mario Gmür und Thomas Leif.
Das Buch befasst sich zunächst mit der Geschichte des journalistischen Rufmords und der Theorie und Praxis der Persönlichkeitsrechte in den Medien. Es folgt das Wirken der Bildzeitung, der größten Boulevardzeitung Deutschlands. Einzelne vorgestellte Fälle betreffen die eines Polizisten, aber auch solche zu Personen des öffentlichen Lebens, Günter Grass (Debatte 2006) und Andreas Türck (Prozess-Berichterstattung). Ein weiterer Schwerpunkt stellt die Homosexualität als Mittel zum Zweck dar. Es werden weiter auf die bayerische CSU eingegangen und die Skandalisierungen um die Fälle Michel Friedman und Manfred Kanther besprochen. Darüber ist die Kampagne gegen Murat Kurnaz, langjähriger Gefangener in Guantanamo Bay, im Fokus. Sowohl die Filmschaffenden Jenny Gröllmann/Ulrich Mühe als auch die ehemaligen Geiseln Natascha Kampusch und Susanne Osthoff werden vorgestellt. Weitere Themen behandeln Fernsehshows und ihre Opfer, den Rufmord in der Literatur (so Esra). Vergleiche werden dann mit den USA, Großbritannien (rechtliche Grenzen) und Osteuropa gezogen. Über die Therapiemöglichkeiten von Medienopfern geht es im letzten Teil des Bandes. Zuletzt wird noch die Rolle des Deutschen Presserates beleuchtet und ein Ausblick gegeben.

## Rezensionen
Der Ilmenauer Rechtswissenschaftler Frank Fechner kommentierte in der kommunikationswissenschaftlichen Fachzeitschrift Publizistik: „Bei aller Unterschiedlichkeit der Beiträge sowohl hinsichtlich der Themenstellung als auch der Objektivität bzw. Deutlichkeit der eigenen Stellungnahme eint die Beiträge die Sorge, dass das Persönlichkeitsrecht in der modernen Medienwelt stärker gefährdet ist als früher.“ Kritik übte der Rezensent bei der Herausarbeitung der rechtlichen Folgen durch die Verletzung des Persönlichkeitsrechts. Gleichzeitig aber ist das Buch für ihn eine „Pflichtlektüre“ für Journalisten.
Für Deutschlandfunk rezensierte Brigitte Baetz: „Das Buch […] zeigt anhand von Einzelfällen eine bedenkliche Entwicklung unserer Mediengesellschaft auf. Wer sich schützen will, muss sofort handeln und Rechtsbeistand suchen.“ Sie hält es für „genau recherchierend hinter die Kulissen“ blickend.
Im Falter resümierte Florian Klenk: „Man lernt über die Vernichtung eines harmlosen Polizisten ebenso wie über Kampagnen gegen TV-Moderatoren und Schriftsteller. Ein schauriges und exzellentes Stück Medienkritik.“
Empfehlenswert und über die Beschreibung hinausgehend sei es, mit „zentrale[n] Analysekategorien, die wertvolle Anknüpfungspunkte für weitere Untersuchungen liefern. Zudem werden konkrete  Kriterien benannt, um Verfehlungen und Missstände zu reduzieren“, meinte der Medienwissenschaftler Christian Schicha in der Zeitschrift für Kommunikationsökologie und Medienethik.

## Ausgabe
- Christian Schertz, Thomas Schuler (Hrsg.): Rufmord und Medienopfer. Die Verletzung der persönlichen Ehre. Ch. Links Verlag, Berlin 2007, ISBN 978-3-86153-424-2. (2012 als E-Book: ISBN 978-3-86284-179-0.)